# Helictotrichon barbatum
Helictotrichon barbatum är en gräsart som först beskrevs av Christian Gottfried Daniel Nees von Esenbeck, och fick sitt nu gällande namn av Herold Georg Wilhelm Johannes Schweickerdt. Helictotrichon barbatum ingår i släktet Helictotrichon och familjen gräs. Inga underarter finns listade i Catalogue of Life.